# سبارطان إف في-103

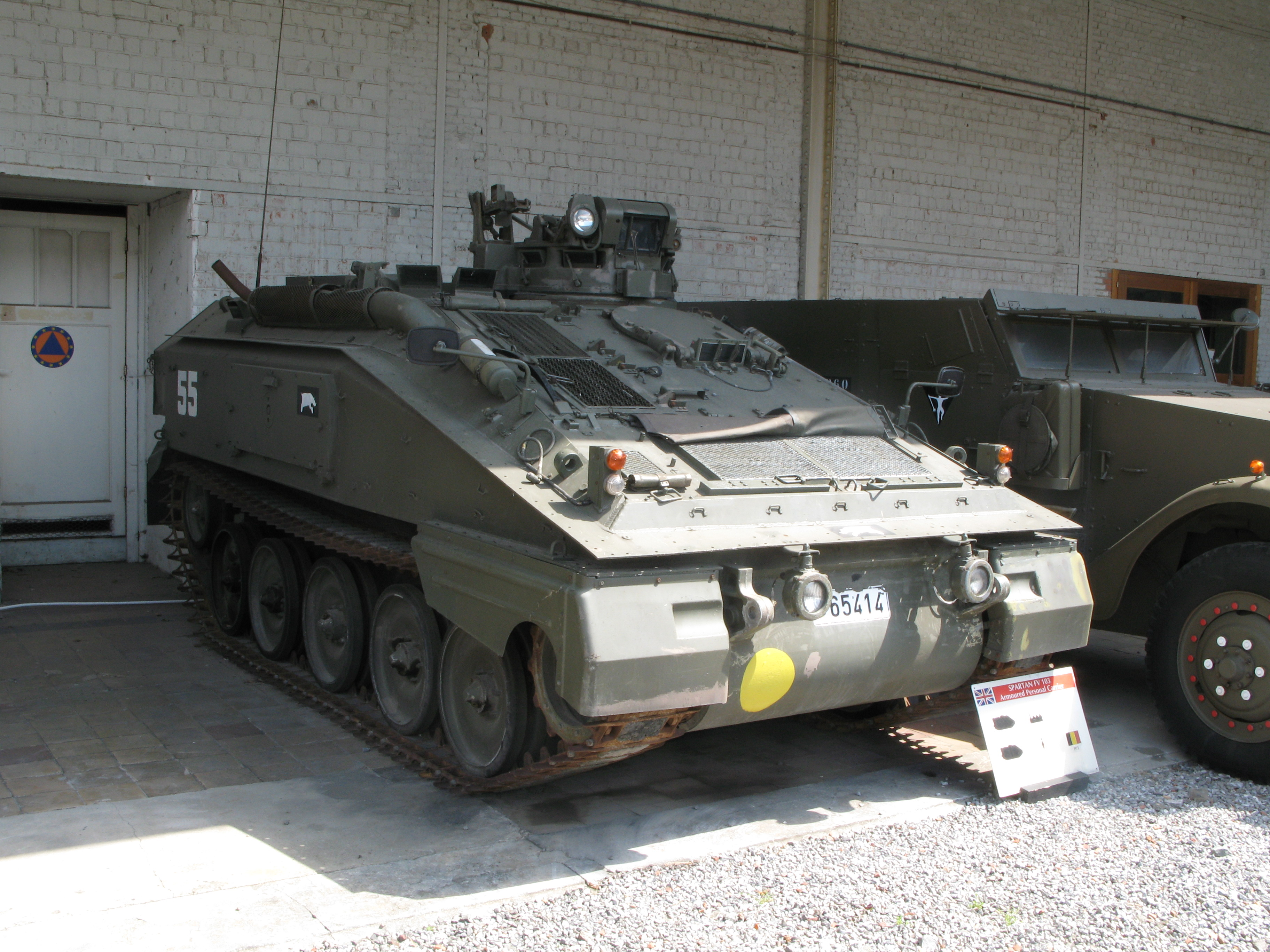

ناقلة الجند المدرعة Alvis Spartan هي ناقلة جند مدرعة مخصصة للاستطلاع، تتمتع بسهولة فائقة في الحركة، وبتشغيل هادئ بشكل ملحوظ، بفضل محركها الجاجوار Jaguar J60 No1. يمكنها أن تحمل جهازاً للرادار، وهي مجهزة للحرب النووية والبيولوجية والكيميائية. ويستطيع المشاة أن يطلقوا أسلحتهم الفردية من فتحات موجودة في سقف الناقلة الخارجي. وتعد الناقلة المدرعة Alvis Spartan إحدى سلسلة مركبات الاستطلاع القتالية المجنزرة «سكوربيون».

## الصناعة
بدأ إنتاجها بواسطة شركة BAE Systems land بمدينة تلفورد البريطانية، في عام 1978، لأداء مهام متخصصة، مثل نقل صواريخ جافلين Javelin المضادة للطائرات، أو للعمل في فرق الهندسة الملكية الهجومية؛ إلا أنها بعد أن أثبتت كفاءتها ميدانيا من قِبل القوات البلجيكية وقوات المملكة المتحدة، استُخدمت، بعد تعديلها، بحيث تستوعب تشكيلة واسعة من الأسلحة الأخرى، مثل الصواريخ الموجهة المضادة للدبابات، والأسلحة المضادة للطائرات.
لكن نظراً لسعتها الداخلية المحدودة، التي تستوعب سبعة أفراد بما فيهم القائد والسائق، فهي لا تستخدم كبديل عن ناقلة الجند المدرعة البريطانية FV432، التي تستوعب 12 فرداً بأسلحتهم وعتادهم.
ويجلس السائق في يسار المقدمة، ومقصورة المحرك إلى يمينه، وقائد المركبة ورامي المدفع الرشاش عيار 7.62 مم خلفه، وقائد الجماعة ومعه أربعة جنود إلى يمين المركبة. ومقصورة الجنود في المؤخرة، وهي مزودة بكوة في السقف مؤلفة من قسمين، يُفتح أحدهما نحو اليمين، ويُفتح الآخر في اتجاه اليسار، ولا توجد فتحات لإطلاق النار. ويمكن تركيب ساتر تعويم حول سطح البدن، لجعل المركبة برمائية بالكامل، حيث يجري دفعها في الماء بواسطة الجنزيرين المصممين لهذه المهمة. وقد شملت المركبات التي أُنتجت حديثاً عدة تحسينات، مثل آلية تعليق مطورة، وخيار تركيب محرك ديزل من نوع Cummins، الأكثر اقتصاداً في استهلاك الوقود، والذي رُكب في بعض مركبات سكوربيون الخاصة بالتصدير إلى العراق و سلطنة عمان والأردن وبلجيكا.
وبدن المركبة مصنوع من سبيكة من الألومنيوم، من خصائصها قوة التحمل العالية وخفة الوزن، ما ييسر للمركبة تحقيق سرعة قصوى على الطرقات أكثر من 80 كم/ ساعة.

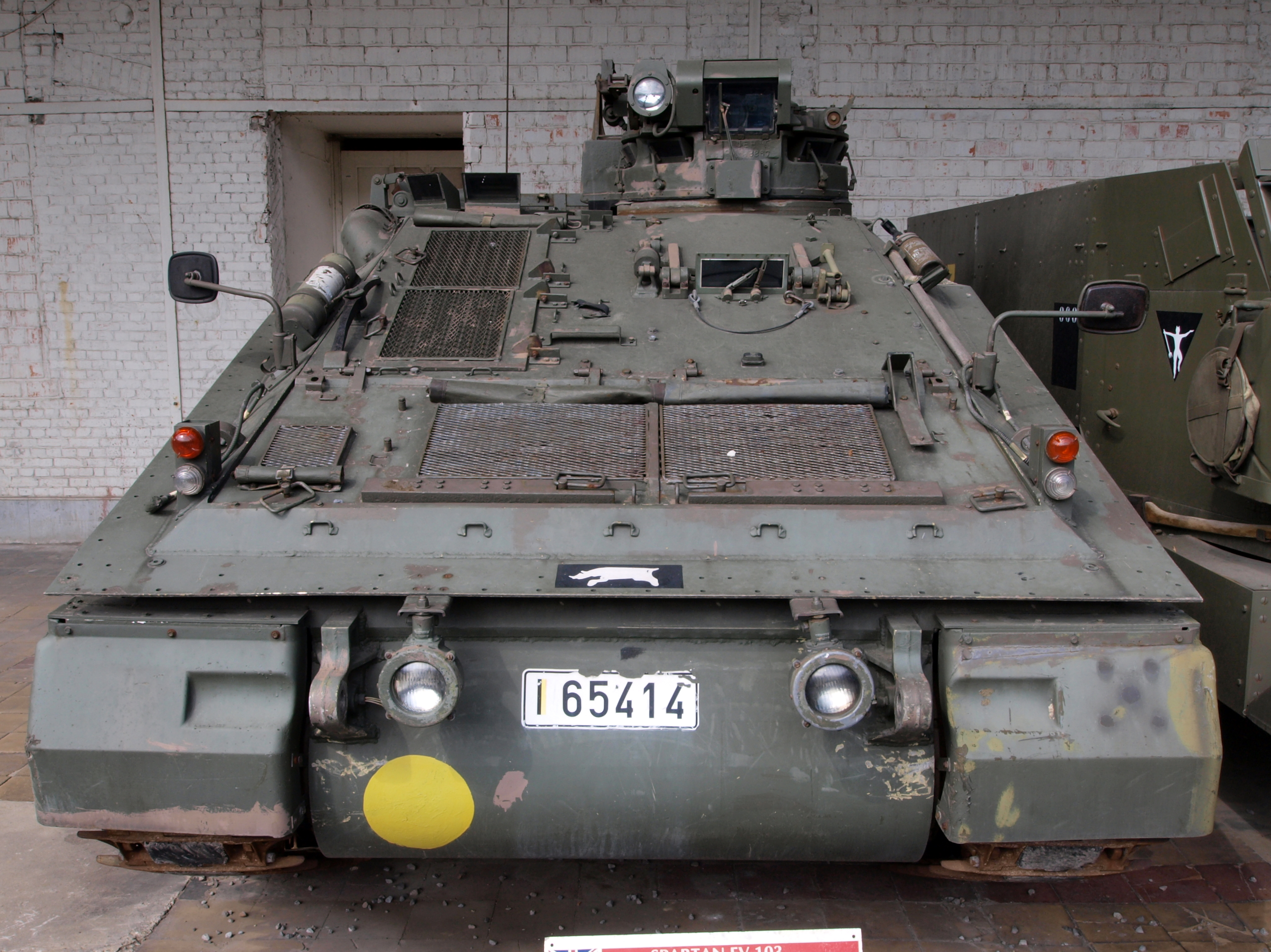

## المواصفات الأساسية المميزة للناقلة
هذه الناقلة شبيهة إلى حد كبير بالمركبة ستورمر، إلا أن هيكلها أقل عرضاً وأخف وزناً، والمقدمة والتدريع الأمامي حسن الميل. حيث يجلس السائق في الجانب الأيسر، والمحرك في الجانب الأيمن، ومن فوقه فتحة مستطيلة للتهوية. وسطح البدن أفقي، مؤخرته رأسية، وتحتوي على باب كبير يُفتح نحو اليمين. وجانبا البدن رأسيان مع حافة مشطوفة بين السطح والجانب. وخلف السائق على سطح البدن يرتفع برج يحمل التسليح الرئيسي للناقلة، وفي الجانب الأيسر مدفع رشاش يستخدمه قائد المركبة. ومقصورة الجنود مزودة بكوة في الجانب الأيمن على مستوى واحد مع سطح البدن، وفي مؤخرة السطح توجد كوتان تفتحان إلى الخارج. ولآلية التعليق خمس عجلات سير، وعجلة دفع مسننة في المقدمة، وعجلة وسيطة في المؤخرة، ولا توجد دحاريج لحفظ اتزان وإرجاع الجنزير، ولا توجد حواشٍ معدنية لحماية آلية التعليق.

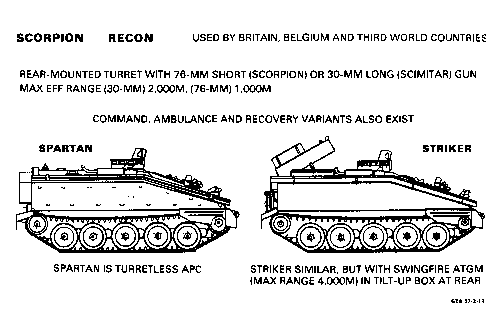
المخطط التصميمي لدبابة سبارطان

## المواصفات العامة

### أ. المحرك
نوع المحرك: Jaguar J60 Mo1 MK100B.
نوع الوقود: بنزين.
نوع التبريد: مياه.
السعة: ست أسطوانات.
القدرة: 190 حصاناً.
عدد اللفات: 4750 دورة/ دقيقة.
جرى تحديث المركبات البريطانية باستبدال المحرك Jaguar، الذي يعمل بالبنزين، بمحرك ديزل Cummins الأقل استهلاكاً للبنزين.

### ب. أجهزة نقل الحركة
النوع: يدوية.
عدد السرعات: أربع سرعات أمامية، وواحدة خلفية.
عدد العجلات: خمس عجلات، في كل جانب.
نظام الكهرباء: 24 فولت.

### أ. التدريع
نوع التدريع: ألومنيوم.
ثخانة التدريع: سري.

### ب. الإخفاء أثناء التحرك
(1) تجهيزة خارجية تنفث ستارة دخان، من طريق حقن الوقود داخل أنابيب العادم (النماذج الجديدة).
(2) قاذفات قنابل دخانية، أربعة على كل جانب.
ج. نظام حماية من أسلحة التدمير الشامل: متوافر نظام حماية من الأسلحة النووية والبيولوجية والكيماوية.
د. نظام اكتشاف الحرائق وإخمادها: متوافر نظام اكتشاف الحرائق ذاتياً وإخمادها.
هـ. دروع إضافية في الأماكن المهمة.

### . التجهيزات الإضافية (اختيارية)
أ. صواريخ موجهة مضادة للدبابات.
ب. أنواع مختلفة من الأسلحة المضادة للطائرات.
ج. ستائر تعويم حول سطح البدن لجعل المركبة برمائية بالكامل.
د. خزانات وقود إضافية.
هـ. يمكنها حمل جهاز رادار.
و. وصلة بيرسكوب للقائد.
ز. كوة في السقف مؤلفة من قسمين.

### الإنتاج
بدء الإنتاج: عام 1978.
المصنعون: شركة BAE Systems land (المملكة المتحدة)

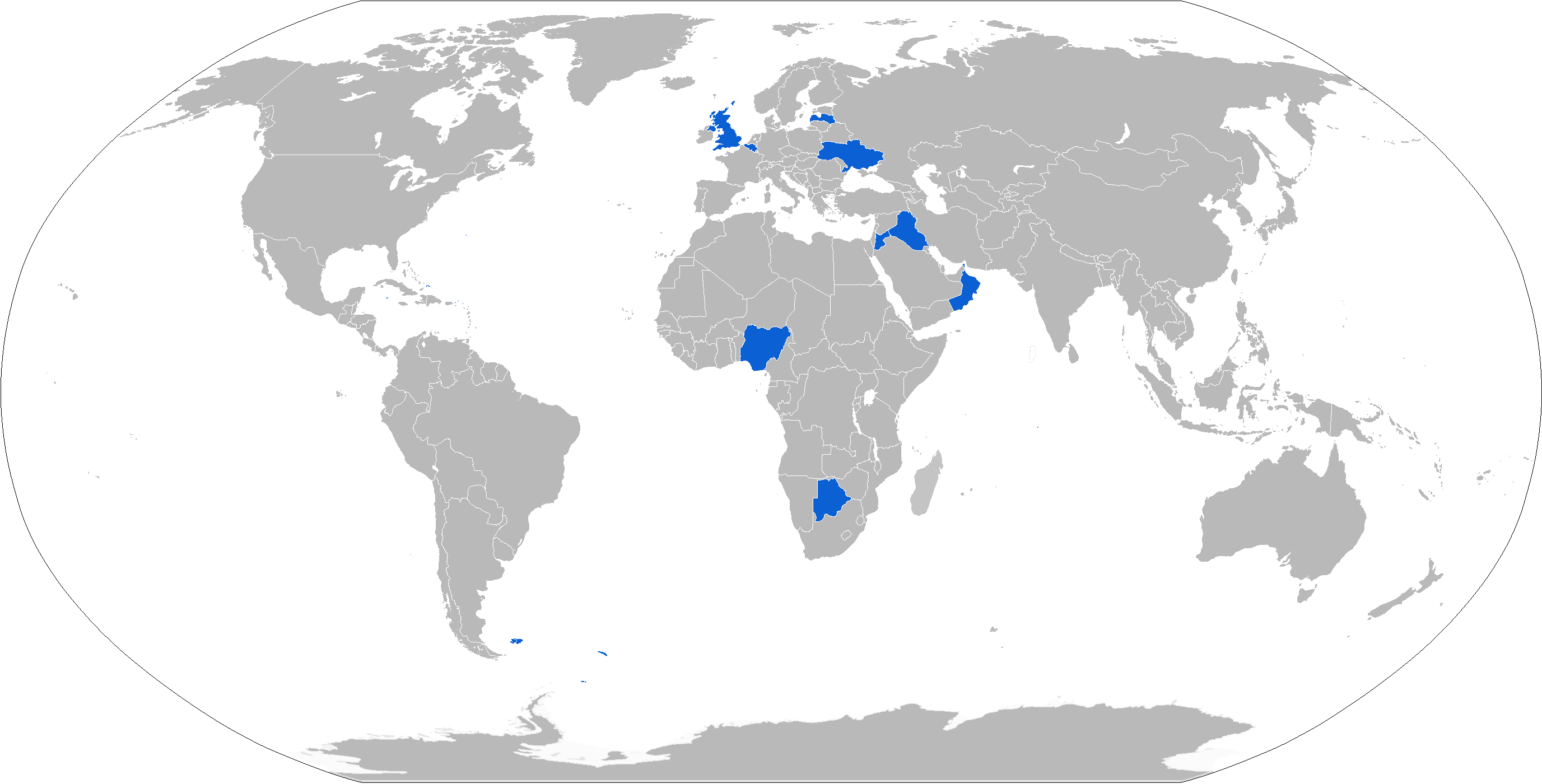
خريطة تبين الدول المستعملة ل FV103 سبارطان

## الدول المستعملة
- العراق حوالي مائة ناقلة
- عُمان
- المملكة المتحدة
- بلجيكا
- بوتسوانا
- لاتفيا[3]
- نيجيريا

## وصلات خارجية
- الموقع الرسمي لجيش الولايات المتحدة الأمريكية
- (بالإنجليزية) FV-103 Spartan